# Reformierte Kirche Mönthal

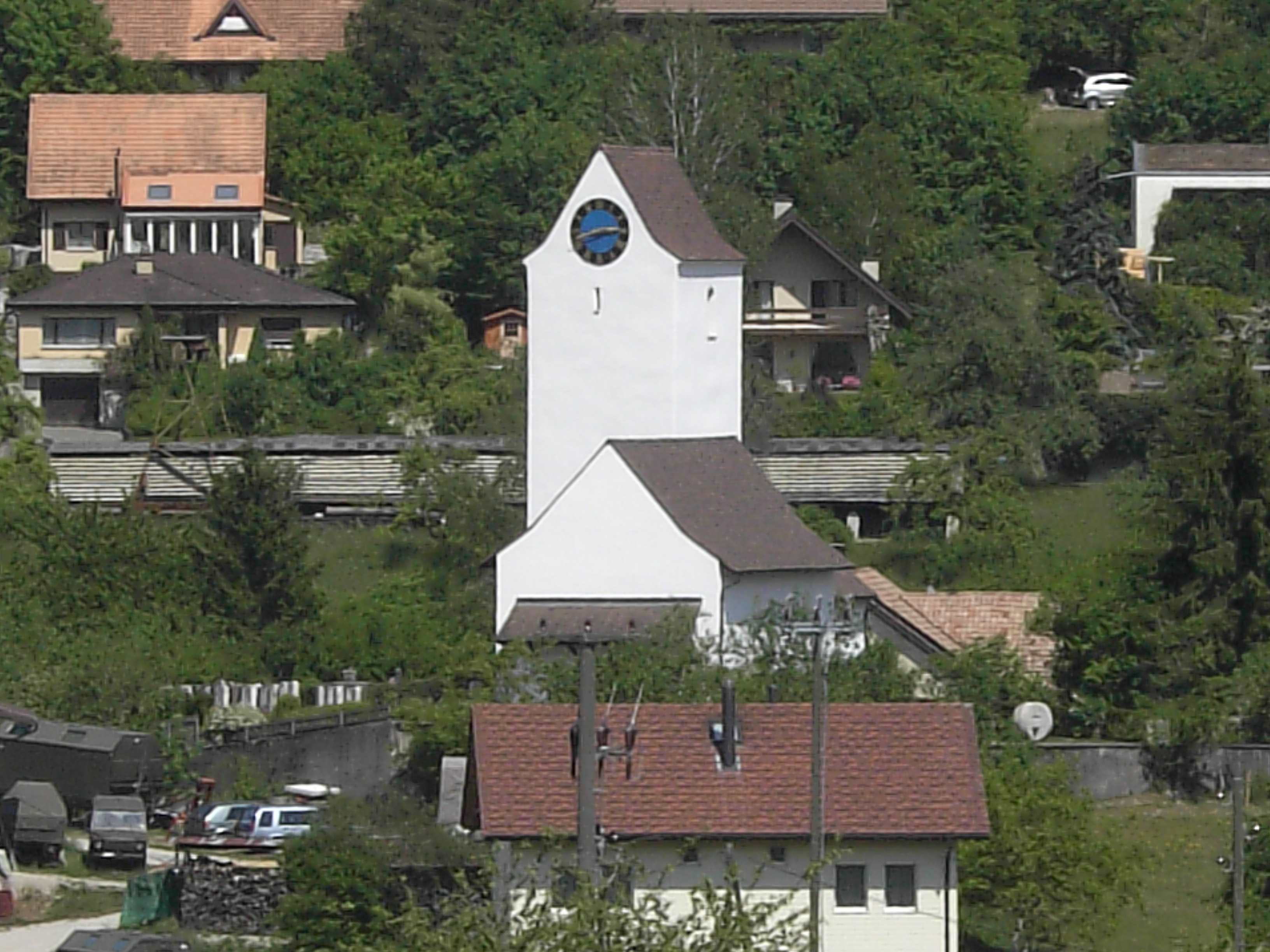
Kirche Mönthal

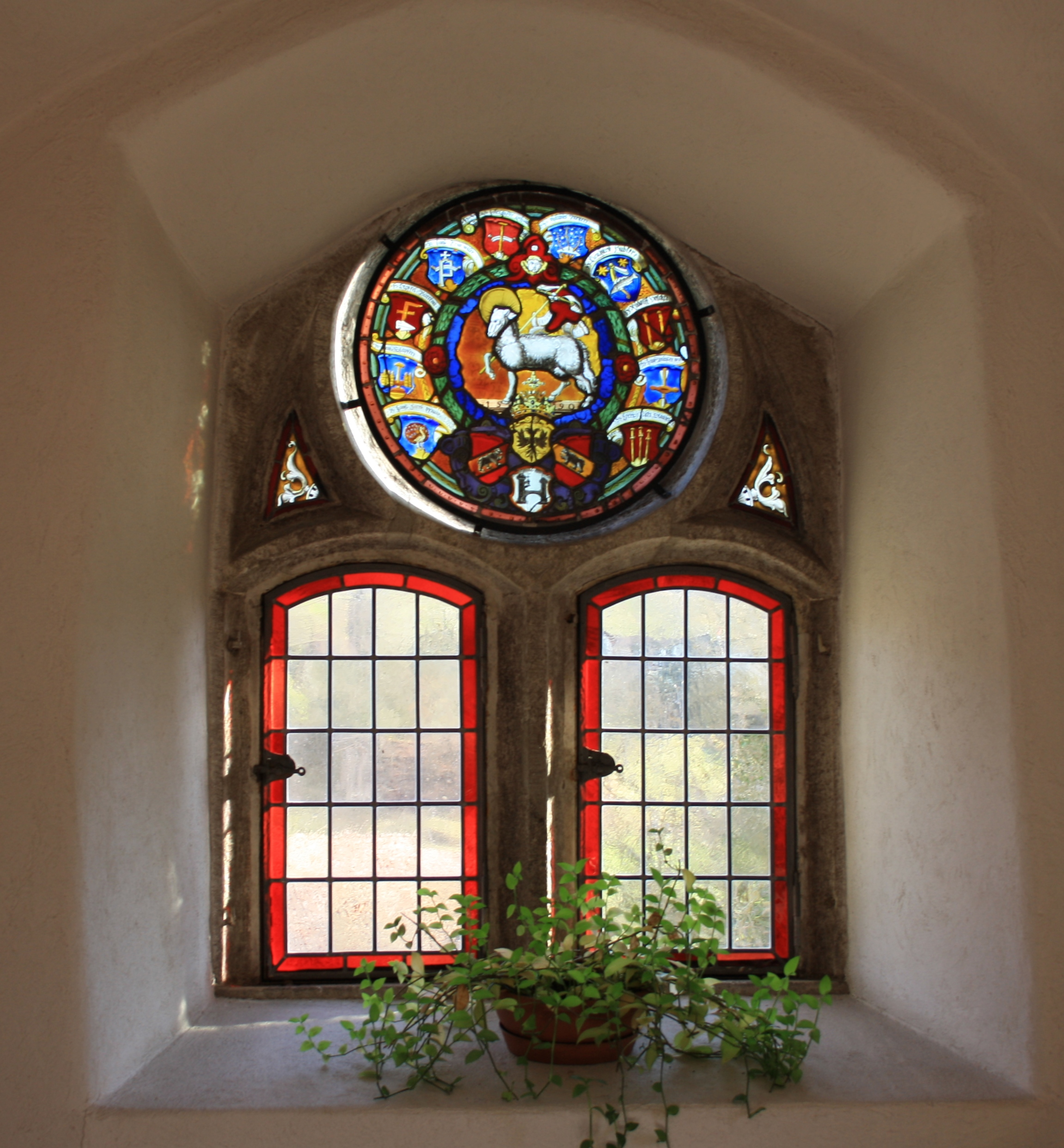
Chorfenster

Die reformierte Kirche Mönthal ist eine der beiden historischen Kirchen der evangelisch-reformierten Kirchgemeinde Bözberg-Mönthal und liegt im Dorf Mönthal im schweizerischen Kanton Aargau.

## Geschichte
Die Mönthaler Kirche wurde im Jahre 1273 erstmals in einer Urkunde erwähnt und war ursprünglich dem heiligen Georg geweiht. Vermutlich existierte dort bereits im 11. Jahrhundert eine Kirche. Um 1480 wurde die Kirche durch einen Chor ergänzt. Die Chorfenster der Kirche, die aus dem Jahr 1590 stammen, wurde von den Brugger Ratsherren gestiftet, von deren Kirchgemeinde Mönthal bis 1860 eine Filiale war. 1958 wurde ein Positiv mit sechs Registern von der Firma Metzler erbaut.

## Glocken
Der Glockenstuhl des Kirchturms ist mit folgenden drei Glocken bestückt:
- d" 200 kg, 720 mm Durchmesser
- f" 125 kg, 590 mm Durchmesser
- a" 75 kg, 500 mm Durchmesser